# Callitriche nubigena
Callitriche nubigena är en grobladsväxtart som beskrevs av Norman Carter Fassett. Callitriche nubigena ingår i släktet lånkar, och familjen grobladsväxter. Inga underarter finns listade i Catalogue of Life.